# إليس أوميموتو
إليس أوميموتو (بالإنجليزية: Elyse Umemoto) ولدت (في 10 أيار/مايو 1984), مديرة لفرقة رقص وملكة جمال واشنطن السابقة في مسابقة ملكة جمال أمريكا. اشتهرت لحصولها على المركز الثالث في مسابقة ملكة جمال أمريكا لعام 2008 ولمشاركتها في مسابقة برنامج الواقع الناجون "وذلك بعد انتهاء مهمتها كملكة جمال واشنطن.“

## بداياتها
ترعرت أوميموتو في واباتو في واشنطن مع ثلاثة أخوات صغيرات ومع والديها غاري ولوانا. ودرست الثانوية  في مدرسة واباتو حيث لعبت هناك كرة القدم والتنس وكانت أيضاً مشجعة رياضية. وتخرجت في عام 2001.و سجلت لاحقاً بجامعة المحيط الهادئ اللوثرية لتدرس علم النفس ودراسات سياسية في اختصاص مزدوج.
و هي من أصل ألماني وياباني وهسباني (اسباني من اصل لاتيني) وذات أصول أمريكية وهي فرد مسجل في قبيلة ياكاما.

## مسابقة ملكة جمال أمريكا
و بينما كانت في الجامعة اقترحت إحدى صديقاتها عليها بأن تدخل بمسابقة جمال. وكانت مسابقة ملكة جمال مقاطعة بيرس في عام 2006 (في واشنطن) أول مسابقة لها من هذا القبيل، وفازت واستمرت بالمسابقة لتنهيها كصاحبة المركز الثاني (الوصيفة الأولى) في مسابقة ملكة جمال واشنطن في تلك السنة. وبعد مرور عام عليها بوصفها ملكة جمال سياتل أصبح برنامج عملها كملكة جمال أمريكا قائم على  ترويج «اعتناق التنوع وتمكين المرأة». أما بمسابقة المواهب فقد غنت أغنية «الملائكة/ انجلز» للمطرب وكاتب الأغاني البريطاني «روبي ويليامز». وفازت بتاج ملكة جمال واشنطن والحق لتمثيل الولاية في مسابقة ملكة جمال أمريكا في عام 2008 .
وفي الليلة التي بثت بها المسابقة على التلفاز تم تتويج أوميموتو كوصيفة ثانية (في المركز الثالث) من بعد  الوصيفة الأولى «نيكول راش» من ولاية إنديانا وملكة جمال أمريكا لعام 2008 «كريستين هاغلوند» من ولاية ميشيغن. وتم اعتبار ذلك أعلى مركز يصله وفد ملكة جمال واشنطن وربحت تقديراً لجهودها منحة دراسية ممولة  بمقدار 20 الف دولار أمريكي بالإضافة إلى 10 الاف دولار أمريكي لكونها من الثلاثة الأوائل في مسابقة برنامج الواقع التي تسبق المسابقة (وهي منافسة تظهر فيها المتسابقات أثناء التحضير للمسابقة الأساسية).

## حياتها الشخصية
في ربيع عام 2008 كشفت أوميموتو بأنها كانت ضحية عنف أسري. حيث قام حبيبها بضربها في منزلها ب تاكوما بعد مسابقة ملكة جمال أمريكا بفترة قصيرة. وقد أبلغت فورًا قسم شرطة مقاطعة بيرس عن الحادث. وأقر حبيبها السابق بأنه مذنب بالتهم المتعلقة بالعنف المنزلي. وتم الحكم عليه بالخدمة الاجتماعية.
و قامت أوميموتو بعقد مؤتمر صحفي، قبل أسبوع من تتويج خليفتها كملكة، لتتعامل مع الجدل القائم بسبب صورها الإيحائية التي تم تسريبها ونشرها على موقع الصحيفة الإلكترونية الإخبارية الصفراء (تي إم زي), واعتذرت في اللقاء الصحفي عن الصور التي رأوها فيها تلعب لعبة شرب الخمر في الجامعة وتقوم بحركات فاحشة باليد وهي تضع تاج المسابقة. وصرحت بأن هذه الصور قد التقطت بخصوصية وسرقت منها في انتهاك لثقتها. وفي نهاية المطاف، قرر مسؤولو المسابقة عدم معاقبتها بسبب الصور.

## عملها
إنتقلت أوميموتو بعد مهمتها كملكة جمال واشنطن إلى لاس فيغاس في ولاية نيفادا حيث ستبدأ بالعمل كمديرة لفرقة رقص.

## Survivor: مسلسل الناجون
في عام 2011 كانت أوميموتو واحدة من الثمانية عشر شخصاً الذين تم اختيارهم لمسلسل «الناجون: الموسم الثالث والعشرون، جنوب المحيط الهادئ». في بداية اللعبة تم وضعها في قبيلة السافاي والتي كانت أوزي لوست أبرز أعضائها وهي لاعبة عائدة مرتين للمسلسل وواحدة من الإثنين العائدين في هذا الموسم والعائد الاّخر هو بنيامين كوتش ويد من القبيلة المعارضة أبولو. ولاحقاً تقوم أوميموتو بتشكيل علاقة قوية مع لوست لتصبح من أحد الموالين له بالإضافة إلى جيم رايس وكيث توليفسن وويتني دونكن. ومع ذلك فإن رايس بحلول الحلقة الرابعة سينتابه الشك من علاقة أوميموتو ولوست وسيضع خطة لإستبعادها من المسابقة. ولكن قبيلة السافاي تفوز بتحدي الحصانة المقبل في اليوم الحادي عشر مما يعني بأنها ستبقى في أمان تلك الليلة. وفي اليوم الرابع عشر خسر السافاي تحدي الحصانة وأقنع كل من رايس وكوكران دام ميهان بأن ينضم إليهما في مفاجئة أوميموتو.
و في ليلة اجتماع مجلس القبائل تم التصويت لخروج أوميموتو حقاً ولكن لم يتم إستبعادها فوراً لأن هذا الموسم كان يضم جزيرة توبة. لذلك أرسلت إلى جزيرة التوبة لتنضم إلى كريستين شيلدز – ماركوسكي والتي تم التصويت لخروجها قبل تسعة أيام وفازت بأول ثلاث مبارزات استبعاد في هذا الموسم. وفي المبارزة القادمة المشابهة  تعاركت أوميموتو مع شيلدز-ماركوسكي في لعبة شفلبورد. وبدأت كل محاربة بأربع أقراص على اللوح وكان الهدف من اللعبة هو أن تنزلق الأقراص بشكل محايد للجهة المقابلة في محاولة ليكون أحدهما أول من يوقع أقراص الخصم من على اللوح. وفازت شيلدز-ماركوسكي للمرة الرابعة على التوالي بالمبارزة. وأصبحت أوميموتو الشخص الرابع الذي يتم إستبعاده.لتنهي اللعبة كاملة بالمركز الخامس عشر.